# Орман (село)
Орман (каз. Орман) — село в Талгарском районе Алматинской области Казахстана. Входит в состав Алатауского сельского округа. Код КАТО — 196233700.

## Население
В 1999 году население села составляло 188 человек (95 мужчин и 93 женщины). По данным переписи 2009 года, в селе проживал 121 человек (63 мужчины и 58 женщин).